# The Word Alive
The Word Alive é uma banda de metalcore americana de Phoenix, Arizona formada em 2008. A banda atualmente tem um contrato com a Fearless Records. O primeiro EP de estreia Empire atingiu a posição 15 no Top Heatseekers, que obteve uma grande quantidade de elogios positivos quando ocorreu o lançamento em 2009. No ano seguinte, o grupo gravou e lançou o primeiro álbum completo, Deceiver em 31 de Agosto de 2010, que atingiu o numéro #97 na Billboard 200 e o número #15 no Independent Albums. A banda ganhou elogios e fama por seu estilo inovador de metalcore moderno, misturas de thrash metal, groove, alternativa e elementos ambientais em sua entrega total.

## História

### Formação (2008—2009)
The Word Alive foi formada em 2008 por Craig Mabbitt (vocal), Zack Hansen (guitarra principal) e Tony Pizzuti (guitarra base), que eram ex-membros das bandas chamadas Calling of Syrens e Clouds Take Shape. The Word Alive era inicialmente um projeto paralelo de Mabbitt enquanto estava no Escape the Fate. Mais tarde ele recrutou mais alguns membros para iniciar o The Word Alive, os membros escolhidos foram Nick Urlacher (baixo), Dusty Riach (teclado), e Tony Aguilera (bateria). O grupo gravou músicas com a intenção de liberá-las como um EP auto-intitulado, mas nunca foi lançado oficialmente. Mais tarde, Craig Mabbitt foi forçado a sair devido a sua insatisfação com a fuga de horários, o que exigiu Mabbitt a trabalhar como um membro no Escape the Fate.
No dia seguinte, Mabbitt postou para seus fãs na sua conta do MySpace, explicando que deixar a banda não era a sua decisão e que o "[The Word Alive]" praticamente me substituíram enquanto eu estava viajando, devido ao fato de que eles queriam fazer uma turnê e não podiam esperar até que eu estivesse disponível, eu comecei a banda com esses caras e eu estou muito magoado com a forma como eles substituíram-me enquanto eu estava em turnê... é besteira". Em 3 de Dezembro de 2008, a banda anunciou oficialmente que Tyler "Telle" Smith, que antigamente era um dos vocalistas do In Fear and Faith e o baixista do Greeley Estates, entrou para o The Word Alive como novo vocalista.
Sentindo um pouco ansioso em sua entrada na banda, a adição de Smith catapultou ambições da banda para a frente. Com este início, seus objetivos e aspirações eram muito mais que uma realidade, e eles começaram a trabalhar no que viria a ser uma estreia discográfica, o EP Empire.

### Empire(2009—2010)
Em Março de 2009, a banda estava atrás de um contrato com uma nova gravadora, mais tarde o grupo confirmou oficialmente que tinham assinado com a gravadora Fearless Records. Smith declarou: "esperamos apenas para entrar em turnê, turnê, turnê... não poderia estar mais feliz para estar em turnê agora, acho que apesar de ter sorte de ser uma banda em turnê ainda nunca vai falta um show, temos sempre uma atitude positiva que vamos ser uma forte banda". A banda se propôs a criar um EP intitulado Empire a ser lançado pela Fearless Records, e foi gravado com o produtor Andrew Wade em Ocala, Flórida. Foi lançado em 21 de Julho de 2009 e atingiu o numéro #15 na parada Billboard Heatseeker.
No que diz respeito à criação do EP, Smith afirmou que o The Word Alive todos "se alimentam uns dos outros muito bem, tomamos um pouco de tudo o que quiser e colocá-lo em conjunto para tentar dar ao ouvinte, pelo menos, algo para querer agarrar quando ouve uma música pela primeira vez. Nós que nos consideramos uma banda de metal que gostamos de cantar muito, tanto quanto nós amamos ser brutais, nós amamos a ser referidos como "épico" e "bonito". Após o lançamento do EP, a banda entrou em várias excursões com bandas como Alesana, A Skylit Drive e Silverstein. Final de Julho a meio de Agosto em Outubro de 2009, a banda saiu em turnê com Silverstein, e Madina Lake. O single "Battle Royale" do EP Empire foi um enorme sucesso, a música foi até apresentada na popular série Tap Tap, ele também está sendo caracterizado como conteúdo para download na série Rock Band de jogos musicais. A música também é destaque na Vans Warped Tour Compilation 2010 e mais tarde foi para ser creditado como assinatura do grupo.
Durante Fevereiro de 2010, a banda chegou a um acordo para deixar o baterista fundador, Tony Aguilera fora da banda. Todos os membros da banda partilharam as suas preocupações e de raciocínio para a questão publicamente. Foi geral descrito que a banda queria seguir com um percussionista diferente de talento alternativo do que o membro fundador. Aguilera foi substituído por Justin Salinas, que anteriormente era membro das bandas Scars of Tomorrow e Catherine.
Em 23 de Março de 2010, um vídeo da música "The Only Rule Is That There Are No Rules", foi lançado e inclui Aguilera em sua filmagem, tornando-o o último lançamento da mídia pela banda para apresentá-lo. O vídeo estreou na Noisecreep da AOL com uma aclamação altamente positiva:

"Metal-hardcore ato The Word Alive, finalmente divulgou o vídeo de "The Only Rule Is That There Are No Rules." "Nós não poderíamos estar mais felizes", o vocalista [Tyler Smith] disse a Noisecreep sobre o aspecto final do primeiro vídeo da banda. A faixa mais pesada do EP Empire, a escolha óbvia era trazer os olhos e ouvidos para o seu show ao vivo - que vem recebendo um sucesso rápido por ser uma banda de um pouco mais de um ano de idade. "Nossa performance ao vivo tornou-se um espetáculo", comentou Smith ao invés de ter a reprodução da música em um show no Glasshouse em Pomona, na Califórnia, uma abordagem pleno efeito foi tomada. "Nosso diretor teve a ideia de filmar o conjunto e entrelaçamento de áudio ao vivo para apimentar o clipe."

### Deceiver(2010—2011)

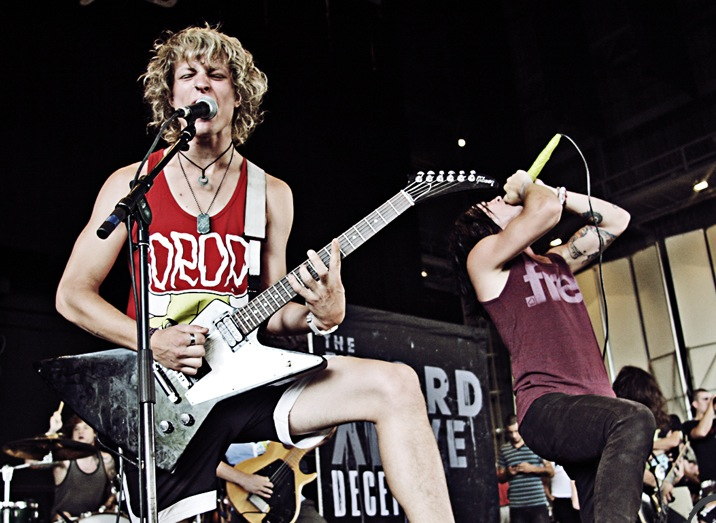
The Word Alive no Warped Tour 2010

Em Abril de 2010, a banda entrou no estúdio em Ocala, Flórida, com Andrew Wade para gravar seu primeiro álbum completo, Deceiver. O vocalista Tyler "Telle" Smith observou que "Queríamos intensificar-se em cada aspecto de nossas músicas em relação ao Empire. Quando estava pesado, é mais pesado, quando fazemos as coisas grandes, eles são enormes! quando ficar feio, é algo bonito". Quando o processo de gravação do álbum foi terminado, a banda aceitou ser caracterizada como uma das atrações do espectáculo "Bamboozle Music Festival" em New Jersey em 1 de Maio de 2010, em seguida a banda participou de uma turnê com a banda Stray from the Path durante duas semanas, que foi também em Maio.
Em Junho, Deceiver foi totalmente dominado e engenharia. Em 23 de Junho de 2010, a banda divulgou o seu primeiro single do álbum, "Epiphany", como streaming de mídia online. No dia seguinte, a gravadora lançou seu Sampler Summer 2010, que também contou com a faixa "Epiphany". Uma semana depois, a lista de faixas e a capa do álbum foi liberada. O guitarrista Zack Hansen explicou sobre esta estreia que "Nós todos nos sentimos como que ia ser a melhor escolha, considerando o quão confortável é o processo de gravação com Andrew. A lista de faixas foi muito divertido e todos tiveram um bom tempo. Nós temos a oportunidade de ficar em uma casa, enquanto nós gravamos e, surpreendentemente, não fizemos festa, tanto quanto eu pensei que iria haha." Hansen depois seguiu junto explicando que sua música favorita no álbum é "The Hounds of Anubis", que foi escrita por ele e Pizzuti afirmou que ele "escreveu esta música com uma sensação egípcia para ele e eu acho que nós temos o nosso ponto de diâmetro." Smith descreveu que suas letras descrevem os tempos de quando o The Word Alive superou suas dificuldades que eles enfrentam com a ajuda e apoio de seus fãs. "The Wound Of Anubis" foi lançado como segundo single do álbum, em 26 de Julho de 2010. Ele estreou no site oficial da Revolver.
A banda realizou a Warped Tour 2010 junto com Alesana, Artist vs Poet, Sparks the Rescue e Motionless in White, que também foi confirmado que eles vão estar participando da Warped Tour 2011. A banda era uma parte da turnê Anti-Hero, onde o grupo se apresentou ao lado das bandas Bleeding Through, Stray from the Path e Dead & Divine. O turnê ocorreu de Setembro a Outubro. Após a liberação do Deceiver em 31 de Agosto, que alcançou o número #97 na Billboard 200. A banda é destaque na coletânea Punk Goes Pop 3, que apresenta a música de Kanye West "Heartless". A música foi produzida por Matt Grabe e foi lançado em 2 de Novembro de 2010. Em 2011, a banda também gravou uma versão cover da música do Ozzy Osbourne "Over the Mountain". Tanto a música "Heartless" e "Over the Mountain" são as últimas músicas gravadas que apresentam o baixista e membro fundador, Nicholas Urlacher antes de sua saída em 27 de Dezembro de 2010. Daniel Shapiro do Sharks Never Sleep serviu de membro de turnê para o The Word Alive logo após Urlacher sair. O vídeo da música "2012" foi lançado em 17 de Janeiro 2011, Shapiro é destaque em sua gravação. Meses depois, ainda à procura de um baixista e antes do verão de 2011, foi então decidido que Shapiro iria se tornar um membro oficial da banda.

### Saída de Riach e Salinas eLife Cycles(2012—2013)
Em Novembro de 2011, a banda fez planos para voltar ao estúdio em 7 de Fevereiro de 2012, com Joey Sturgis para começar a gravar seu próximo álbum, com uma sessão de gravação com duração de esperar que o tempo melhore até metade de Março. No entanto, por Fevereiro (e antes da data de entrada do estúdio), o anúncio da saída de dois membros foi anunciado. O tecladista Dusty Riach, e o baterista, Justin Salinas foram confirmados que não fazem mais parte da banda, Salinas declarou sua razão era porque ele se cansou de turismo, embora a razão de Riach foi preferido para ser mantido em silêncio.
O segundo álbum de estúdio da banda, foi relatado que 17 músicas foram gravadas em seu processo. 13 dessas estará no álbum. Dois das quatro músicas restantes que não foram incluídas no álbum, foram apresentados como faixas bônus na Amazon e iTunes. As outras duas faixas, uma delas nunca foi concluída e a outra a banda decidiu desfazê-la. O álbum foi intitulado Life Cycles e foi lançado em 3 de Julho de 2012. Em 23 de Março de 2012, o grupo afirmou que um jovem de 18 anos de idade, residente do Arizona chamado Luke Holland, juntou-se como o novo baterista, no entanto, Luke Holland não foi incluído para as sessões de gravação do Life Cycles. O baterista que vai gravar as sessões vai ser feito por um amigo da banda chamado Matt Horn e Luke Holland vai juntar-se a banda depois que essas sessões já estiverem concluídas. A primeira apresentação da banda com o atual baterista Luke Holland foi no festival de música e esportes de Las Vegas Extreme Thing.
Em uma entrevista à DEAD PRESS!, enquanto a banda estava em Manchester numa turnê pelo Reino Unido com Parkway Drive em Novembro, o guitarrista Zack Hansen revelou que a banda planejava lançar um novo EP em 2013, seguido pela gravação de mais um álbum de estúdio em 2014.

### Real (2013-2014)
Em 1 de agosto de 2013 a banda entrou em estúdio com Cameron Mizell para trabalhar no seu terceiro álbum, que provavelmente seria lançado no início de 2014.
Em 18 de agosto de 2013 a banda postou uma foto no Instagram detalhando o progresso do novo álbum.
Em 27 de agosto a Sumerian Records lançou um vídeo trailer anunciando a "Started From The Bottom Now We Here Tour", uma turnê pela América do Norte na qual a The Word Alive se apresentou junto à I See Stars. A turnê também contou com as bandas Crown the Empire, Get Scared, Dayshell e Palisades.
Numa entrevista dada em 05 de novembro de 2013, o frontman da banda, "Telle", falou mais sobre o novo álbum da banda que seria lançado no primeiro semestre de 2014. Sobre o som do novo álbum, "Telle" afirmou que teria algumas músicas mais pesadas em relação às anteriores, mas também teria músicas somente com vocal melódico. Ele também afirmou que o álbum já estava completamente gravado, sendo naquela altura apenas masterizado. A razão do atraso foi que a banda estava tentando conseguir que alguns de seus amigos contribuíssem participando do álbum. A banda também esperava lançar um single já no final daquele ano.
Em 18 de dezembro de 2013, a banda anunciou a turnê "The Uncondicional Tour", que começaria entre fevereiro e março, acompanhada das bandas Memphis May Fire, Hands Like Houses e Beartooth. Mais tarde, ainda no mesmo dia, a banda lançou sua primeira atualização em estúdio a respeito do planejamento do novo álbum, com projeção de lançamento dele para o fim do primeiro semestre do próximo ano através da Fearless Records.
Logo em 6 de janeiro de 2014 a banda anunciou oficialmente pelo Facebook que Cameron Mizell e John Feldmann seriam os produtores do novo álbum.
Em 18 de Março de 2014, a banda lançou um novo single intitulado "Play the Victim". Junto com a música, eles também anunciaram que seu terceiro álbum de estúdio, "Real.", seria lançado no dia 10 de junho. O álbum foi o primeiro a contar com Luke Holland na bateria.

### Dark Matter (2015)
A banda anunciou que iria lançar seu quarto álbum, Dark Matter, no dia 18 de março de 2016. A banda também revelou as músicas que iriam compor Dark Matter e, no dia 8 de janeiro, foi lançada Trapped, uma das músicas do álbum.

### Saída de Luke Holland, Single Overdose eOverdose Tour(2016-Presente)
No dia 3 de novembro de 2016, a banda anuncia via redes sociais a saída do baterista da banda, Luke Holland, alegando que este queria seguir carreira solo, e que a Overdose Tour, a maior turnê da banda até então, teria seus últimos shows com o grupo. 
"Queridos amigos e fãs da TWA,
Nós escrevemos para você nesta tarde com algumas notícias agridoces. Depois de quase 5 anos fazendo parte da família TWA, Luke Holland estará dizendo adeus até o fim desse ano. A Overdose Tour será a sua última turnê. Nós passamos muita coisa juntos, e esse é um vinculo que será levado para a vida toda. De qualquer maneira, é hora de Luke explorar outros desafios na música e perseguir suas paixões fora da The Word Alive. Nós não desejamos a ele mais nada a não ser o melhor, e sinceramente o apoiamos em seu futuro assim como ele apoia o nosso. Nós decidimos deixar vocês saberem antes da turnê então vocês poderão ter a oportunidade de celebrar esse capítulo chegando ao fim com a gente, ao invés estarem meio cegos até o começo desse novo ano.
Nós iremos continuar, terminando o ciclo do álbum Dark Matter com algumas turnês incríveis por todo o mundo em 2017. A Overdose Tour irá ser o nosso maior título, incluindo músicas que nós nunca tocamos ao vivo antes, e também algumas músicas que não tocamos a anos.[...]
Nós olhamos para a frente para compartilhar nossa música com você pelos anos que virão.
Vejo vocês em breve,
Telle, Tony, Zack, Daniel & Luke"
No dia seguinte, 4 de novembro de 2016, foi anunciado o single Overdose, dito por Luke Holland como um dos seus últimos trabalhos com a banda.

## Integrantes
| Atuais - Tyler "Telle" Smith — vocal (2008-presente) - Jose DelRio — guitarra base, teclado, sintetizador, vocal de apoio (2022-presente) - Daniel Nelson — bateria (2022-presente) Ex-Integrantes - Craig Mabbitt — vocal (2008) - Tony Aguilera — bateria (2008—2010) - Nick Urlacher — baixo (2008—2010) - Dusty Riach — teclado, sintetizador (2008—2012) - Justin Salinas — bateria (2010—2012) - Luke Holland — bateria (2012-2016) - Daniel Shapiro — baixo (2011-2017) - Matt Horn — bateria (2017-2021) - Tony Pizzuti — guitarra base, vocal de apoio (2008-2021) - Zack Hansen — guitarra principal, vocal de apoio (2008-2024) |

## Discografia
Álbuns de estúdio
- Deceiver (Fearless, 31 de agosto de 2010);
- Life Cycles (Fearless, 3 de julho de 2012);
- Real. (Fearless, 10 de junho de 2014);
- Dark Matter (Fearless, 18 de março de 2016);
- Violent Noise (Fearless, 4 de maio de 2018);
- Monomania (Fearless, 21 de fevereiro de 2020);
- Hard Reset (Thriller, 25 de agosto de 2023);

EP
- The Word Alive (2008, Independente);
- Empire (2009, Fearless — #15 na Billboard Top Heatseekers).[45]